# Gerard David
Gerard David (Oudewater, 1460 circa – Bruges, 13 agosto 1523) è stato un pittore olandese.
Seguì la linea artistica di Hans Memling, per le intonazioni, l'abilità di ritrarre un microcosmo umano, trasportandola su un livello di maggiore rigore e asciuttezza.

## Vita
Nacque a Oudewater, adesso localizzata nella provincia di Utrecht. Si trasferì a Bruges nel 1483, presumibilmente proveniente da Haarlem, luogo nel quale aveva già formato un suo stile artistico giovanile sotto la direzione di Albert van Oudewater.
Ha esercitato la sua carriera a Bruges, dove divenne membro della gilda, nel 1484, e dopo la morte di Hans Memling, avvenuta nel 1494, ottenne il ruolo di maestro.
Nel 1496 sposò Cornelia Cnoop, figlia del decano della gilda degli orafi.
Morì il 13 agosto 1523, quando ormai era uno dei più noti cittadini di Bruges; le sue spoglie vennero sepolte nella chiesa di Nostra Signora.

## Opere
Nei suoi primissimi lavori, David ha seguito le impronte degli artisti di Haarlem, quali Dieric Bouts e Geertgen tot Sint Jans, dimostrando, sin da allora, una maggiore energia e originalità nell'impostazione dei colori. Nel primo periodo belga, studiò e copiò i capolavori di Jan van Eyck, di Rogier van der Weyden e di Hugo van der Goes. Tra le opere giovanili l'Adorazione dei Magi agli Uffizi (1495 circa).
In seguito venne a contatto con il maestro Memling, che più di ogni altro lo seguì nel suo percorso evolutivo e creativo.
In età matura, un altro grande esponente della pittura fiamminga, Quentin Massys, attuò una certa influenza su David, nell'occasione della sua visita ad Anversa, dove restò impressionato dalla enorme vitalità della concezione delle tematiche sacre. Non è un caso che la Pietà dipinta da David, conservata alla National Gallery londinese, la realizzò sotto questa suggestione.
L'artista aveva già ottenuto, a quel punto della carriera, un discreto successo con una serie di quadri, come le Nozze mistiche di santa Caterina (National Gallery), il Polittico di San Gerolamo della Cervara (galleria Brignole-Sale a Genova), l'Annunciazione (Collezione Sigmaringen) e la Madonna con angeli e santi (Musée des Beaux-Arts di Rouen)
Soltanto un numero ridotto di opere, tra le quali spiccano il Giudizio di Cambise e la Trasfigurazione, è rimasto a Bruges, mentre tutto il resto è sparso in giro per il mondo. Il motivo si può ricercare nell'oblio in cui è incappato il suo nome nonostante il livello alto della sua arte.
Resta da sottolineare il fatto che, negli anni della carriera di David, la città di Bruges e i suoi pittori erano considerati un punto di riferimento per l'arte mondiale, inoltre le località fiamminghe vissero, allora, un'epoca d'oro anche dal punto di vista commerciale e politico.
Gli elementi fondamentali della sua pittura, un po' più aperta alle innovazioni rispetto a quella del suo maestro Memling, sono stati una nitida severità negli schemi, un buon numero di nuovi caratteri psicologici e formali, una tendenza paesaggistica anticipante Joachim Patinir, il criterio di raggruppare o isolare i personaggi, il gusto dei costumi fantasioso, la forma, la liricità interiore e la descrizione fisica dei personaggi.
- Cristo inchiodato alla croce (1480 circa), Olio su tavola, 48×94 cm, Londra, National Gallery.
- Pilato discute con i sommi sacerdoti (1480-1485), Olio su tavola, 45×43 cm, Anversa, Koninklijk Museum voor Schone Kunsten.
- Le pie donne e san Giovanni sul Golgota (1480-1485), Olio su tavola, 45×43 cm, Anversa, Koninklijk Museum voor Schone Kunsten.
- Natività (1490 circa), Olio su tavola, 76,5×56 cm, Budapest, Szépmûvészeti Múzeum.
- Crocifissione (1490 circa), Olio su tavola, 88×56 cm, Madrid, Museo Thyssen-Bornemisza.
- Trittico della famiglia Sedano (1490-1495), Olio su tavola, 97×72 cm (scomparto centrale), Parigi, Museo del Louvre.
- Adorazione dei Magi (1500 circa), Olio su tavola di quercia, 84×67 cm, Bruxelles, Musées Royaux des Beaux-Arts.
- Le nozze di Cana (1500 circa), Olio su tavola, 100×128 cm, Parigi, Museo del Louvre.
- Il canonico Bernardino de Salviatis con tre santi (1501-1506), Olio su tavola, 103×94 cm, Londra, National Gallery.
- Trittico del battesimo di Cristo (1502 - 1508 circa), Olio su tavola, 132x181.9 cm, Bruges, Groeningemuseum.
- Riposo durante la fuga in Egitto (1501-1520 circa), Olio su tavola, 63 x 44 cm, Lisbona, Museo nazionale d'arte antica.
- Madonna col Bambino e quattro angeli (1505 - 15115), Olio su tavola, 63,2×39,1 cm, New York, Metropolitan Museum of Art.
- Trittico di Jan Des Trompes (1505 circa), Olio su tavola, 129,7×96,6 cm (scomparto centrale), Bruges, Groeningemuseum.
- Nozze mistiche di santa Caterina (1505-1510), Olio e tempera su tavola, 106×144 cm, Londra, National Gallery.
- Polittico di San Gerolamo della Cervara (1506-1510), Olio su tavola di rovere, 255×218 cm, Genova, Galleria di Palazzo Bianco.
- Riposo nella fuga in Egitto (1510), Olio su tavola, 42×42 cm, Washington, National Gallery of Art.
- Riposo durante la fuga in Egitto (1515 circa), Olio su tavola, Madrid, Museo del Prado.
- Pietà (1515 circa), Olio su tavola, 63×62 cm, Londra, National Gallery.
- L'adorazione dei Magi (1515 circa), Olio su tavola, 60×59 cm, Londra, National Gallery.
- Crocifissione (1515 circa), Olio su tavola di quercia, 141×100 cm, Berlino, Staatliche Museen.

## Galleria d'immagini

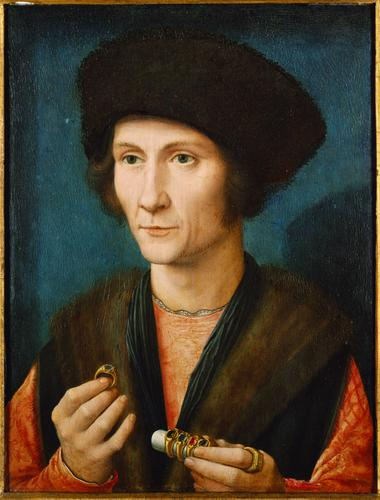
Orefice
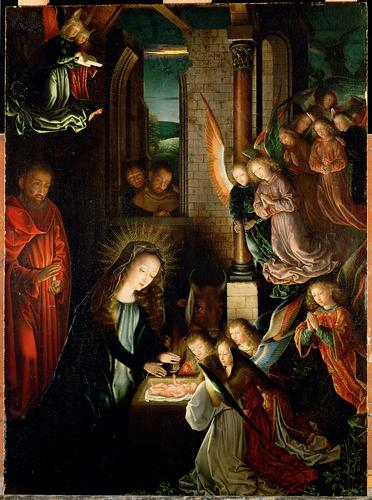
Natività
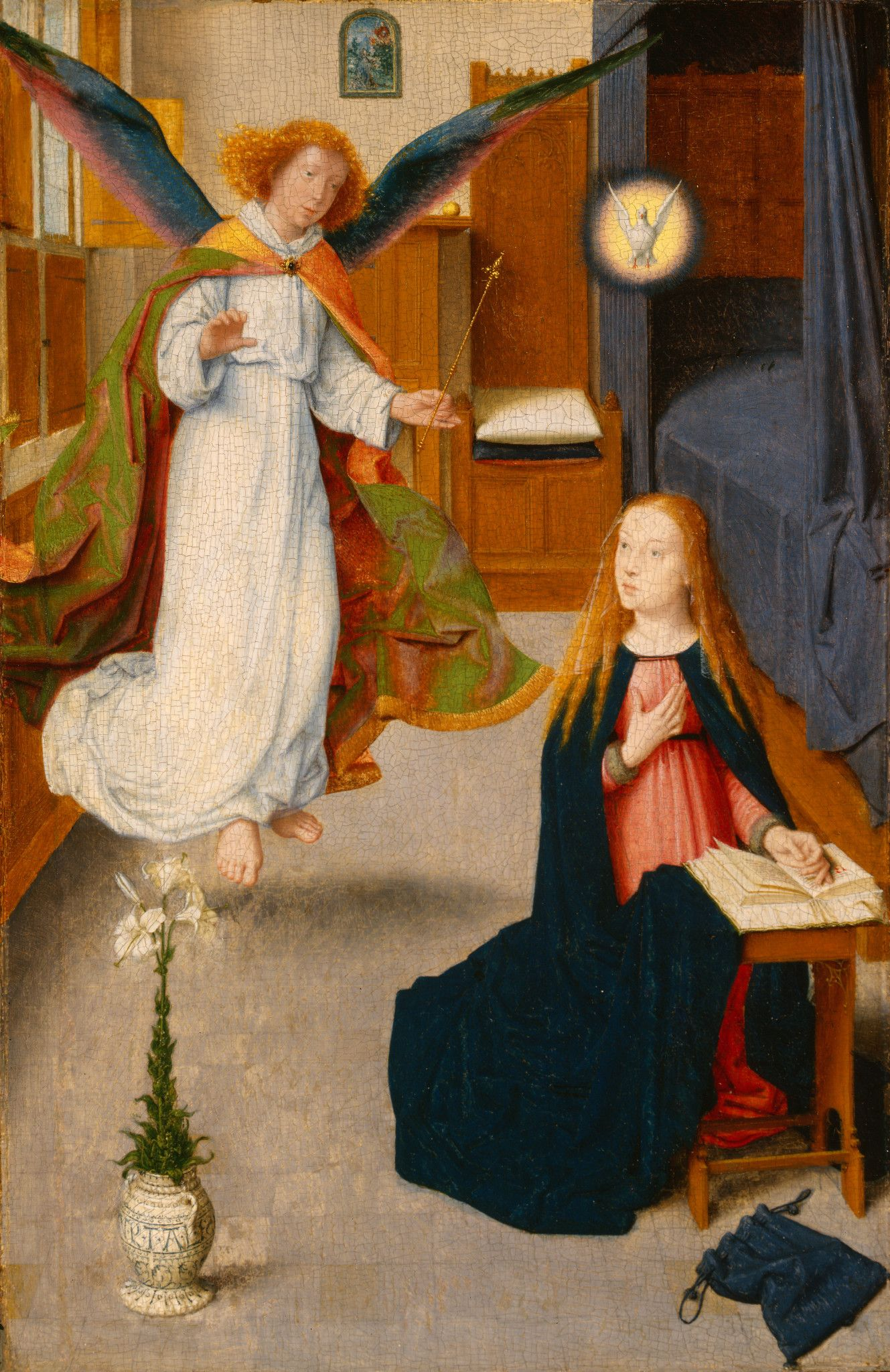
Annunciazione
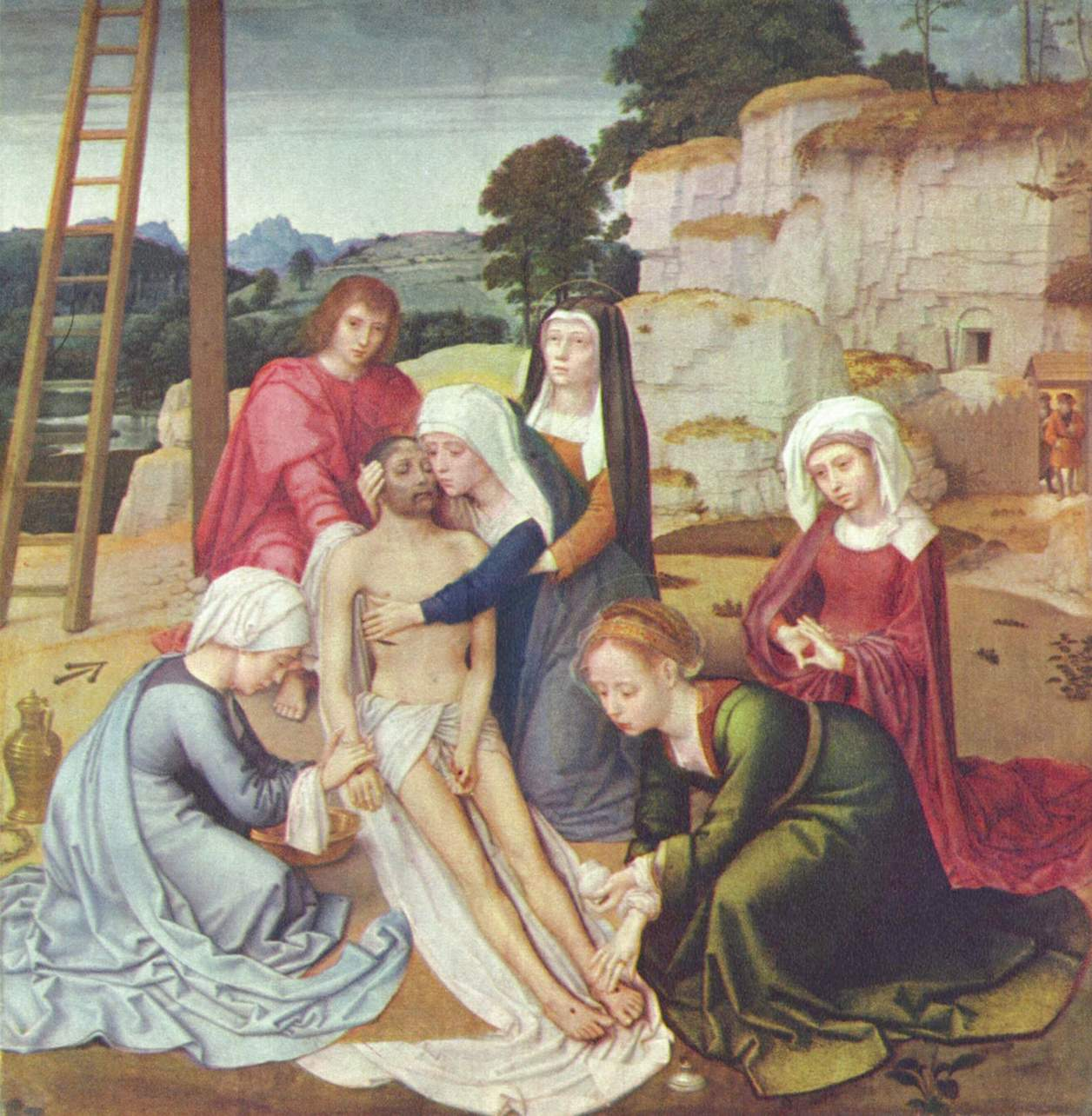
Passione di Cristo
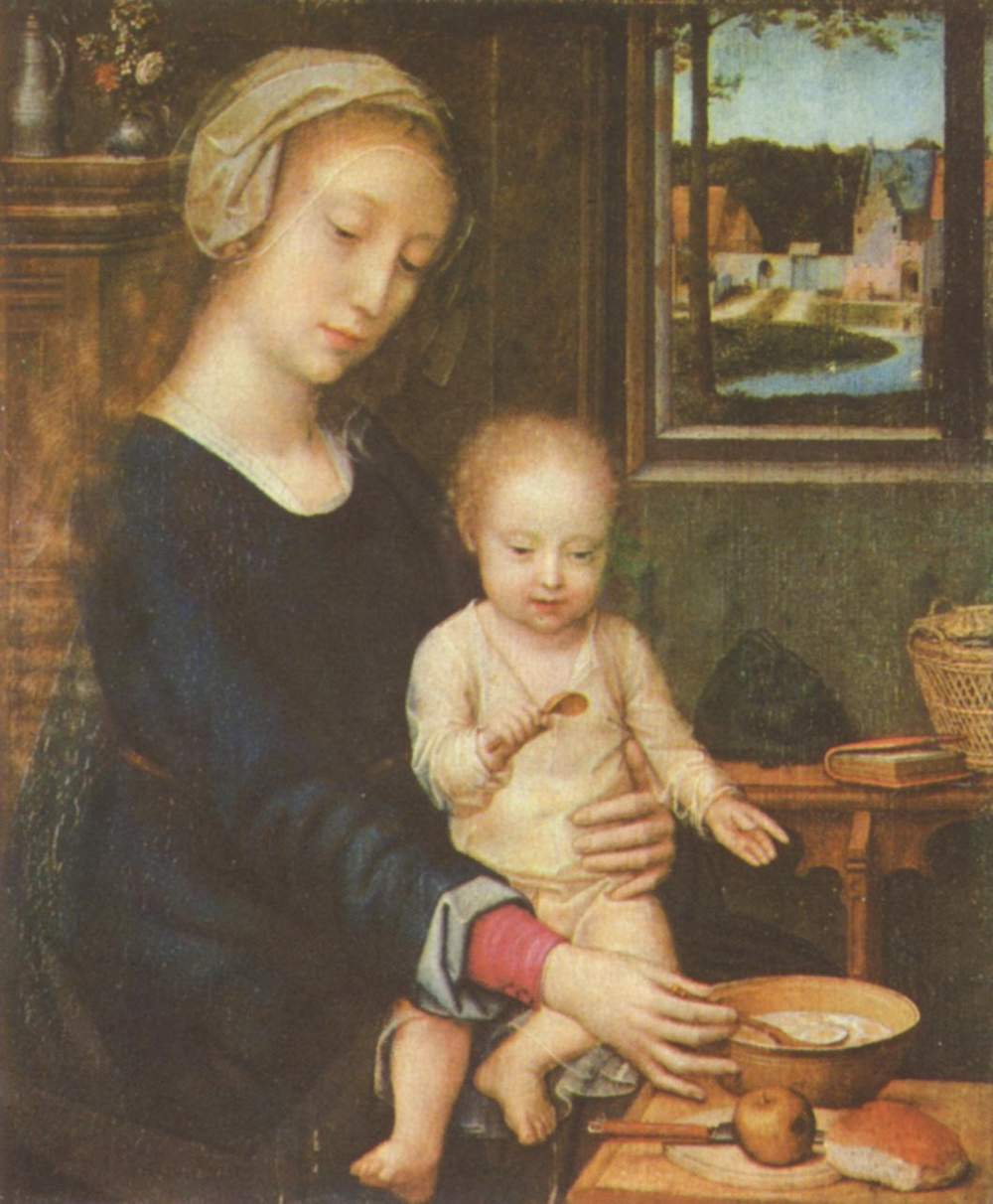
Madonna con il bambino
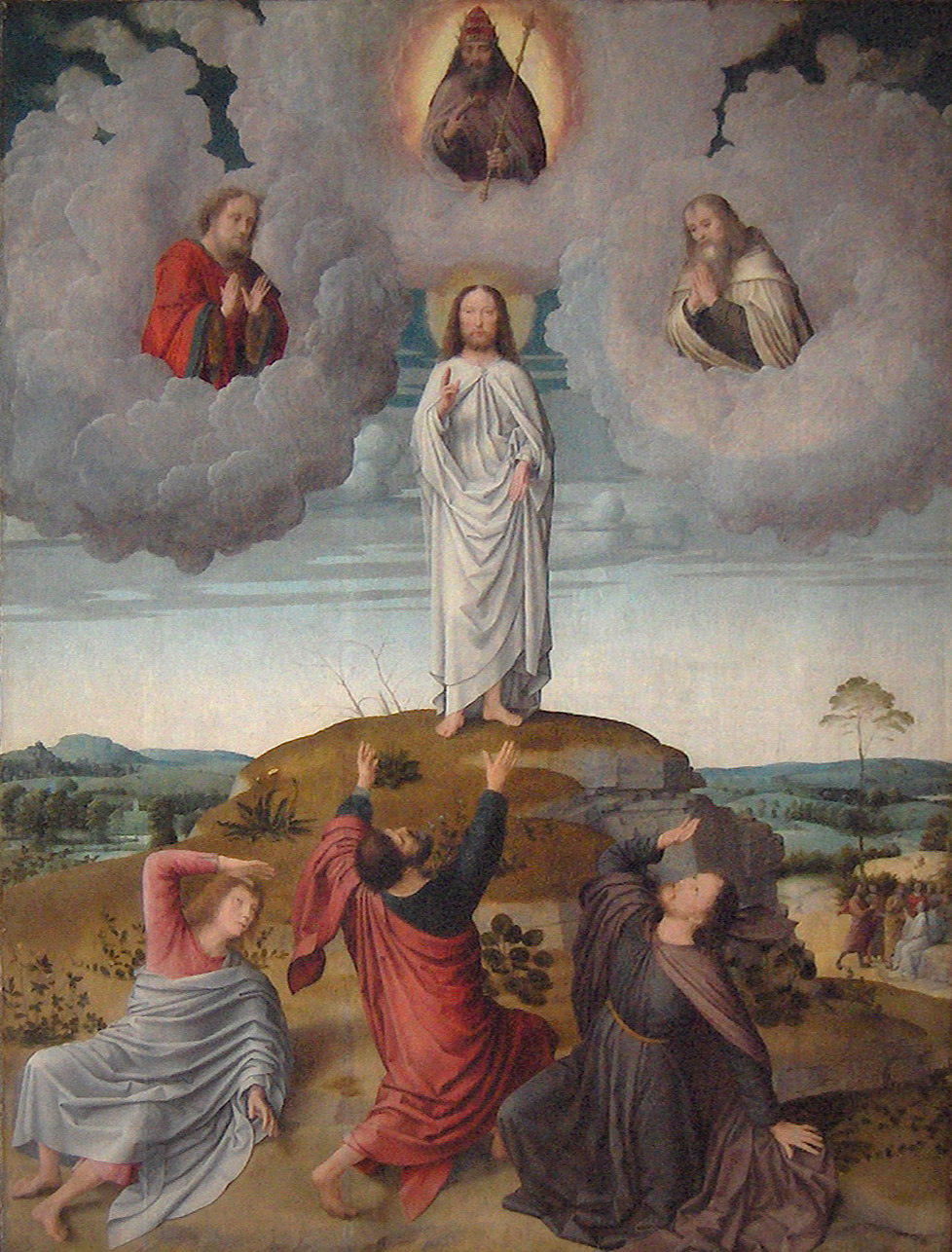
Transfigurazione
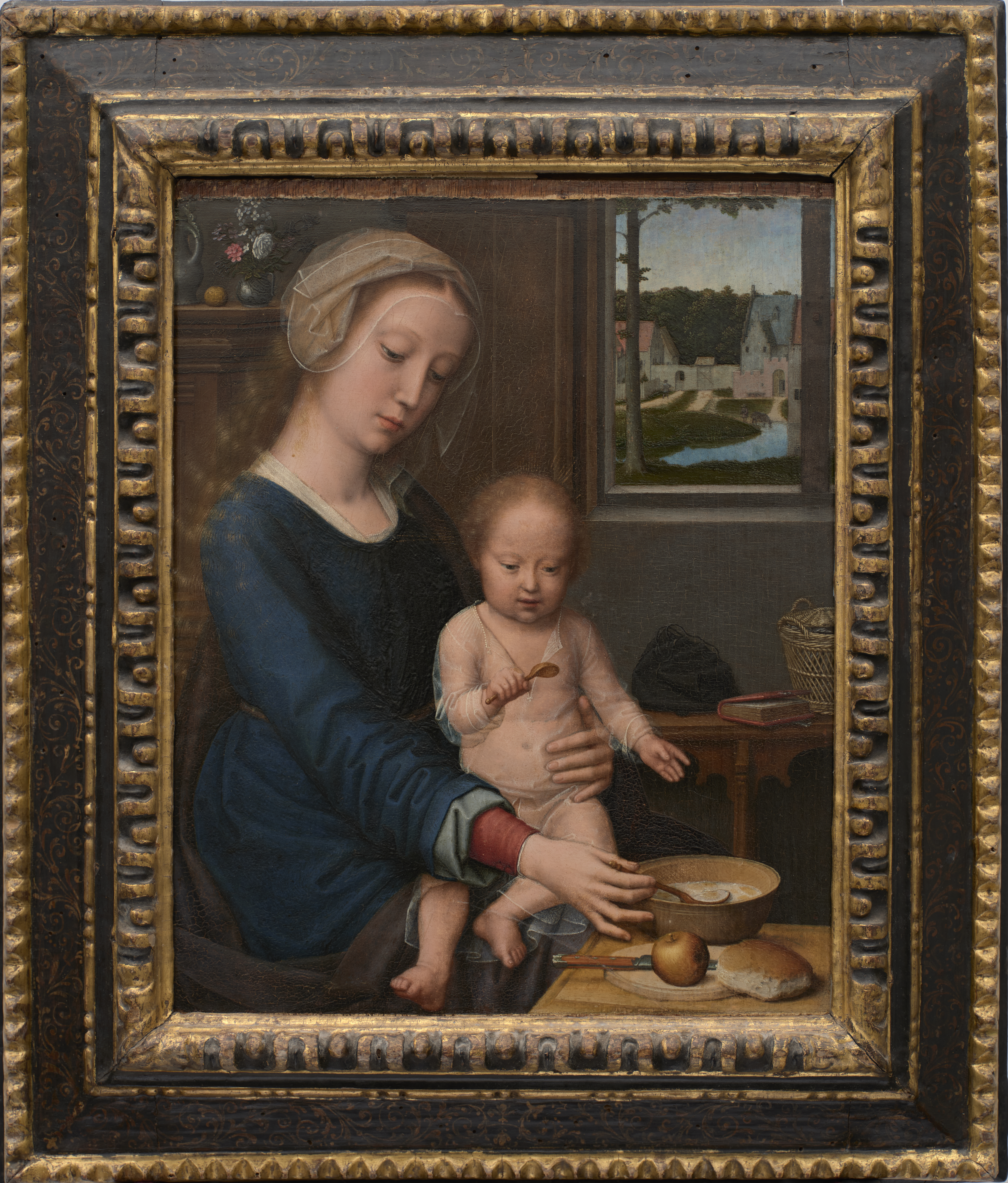
Madonna della pappa, Musei di Strada Nuova, Genova